# Mobile Point
Mobile Point est une péninsule située dans le comté de Baldwin (Alabama) qui entoure partiellement la baie de Mobile. À son extrémité ouest se trouve Fort Morgan face au Fort Gaines posté en face de l'entrée de la baie de Mobile sur Dauphin Island. Le long du point se trouve le secteur non constitué en municipalité de Fort Morgan (Alabama).